# Рівненське гето
50°37′00″ пн. ш. 26°15′00″ сх. д. / 50.6166666667° пн. ш. 26.25° сх. д.
Єврейське гетто в місті Рівне було створене нацистами в період окупації України. Перед початком окупації в Рівному проживало до 25 тисяч осіб єврейської національності. У липні-серпні 1941 р. окупантами були вбиті близько 550 євреїв. 6-7 листопада 1941 р. приблизно 17500 євреїв були розстріляні в урочищі Сосонки за шість кілометрів від Рівного. У грудні 1941 р. 5 тисяч євреїв були зібрані у рівненське гетто.
Гетто було ліквідоване 13 липня 1942 року.

## Історія
9 і 12 липня 1941 року зондеркомандою 4-А було розстріляно 240 євреїв (в офіційному німецькому звіті вони були названі "більшовицькими агентами" та "єврейськими функціонерами"). 16 серпня батальйон поліції безпеки провів акцію в Рівному, в ході якої були розстріляні близько 300 євреїв. Кривавий розстріл відбувся 6-7 листопада. Приблизно 17,5 тисяч євреїв були розстріляні в урочищі Сосонки неподалік від Рівного. Євреї були розстріляні підрозділом айнзацкоманди 5 та частинами німецької поліції порядку при залученні місцевої допоміжної поліції.
Решту 5000 євреїв зібрали з сім'ями й помістили у гетто. Гетто було створене у грудні 1941 року в кварталі Воля.
13 липня 1942 р. гетто було ліквідоване, євреї та в'язні були вивезені під Костопіль і розстріляні.
2 лютого 1944 року Рівне звільнили від німецьких військ радянські частини 1-го Українського фронту в ході Рівненсько-Луцької операції.